# Okáč třeslicový
Okáč třeslicový (Coenonympha glycerion) je druh motýla z čeledi babočkovití. Vyskytuje se od Pyrenejí přes střední Evropu a Rusko až po Mongolsko.

## Popis

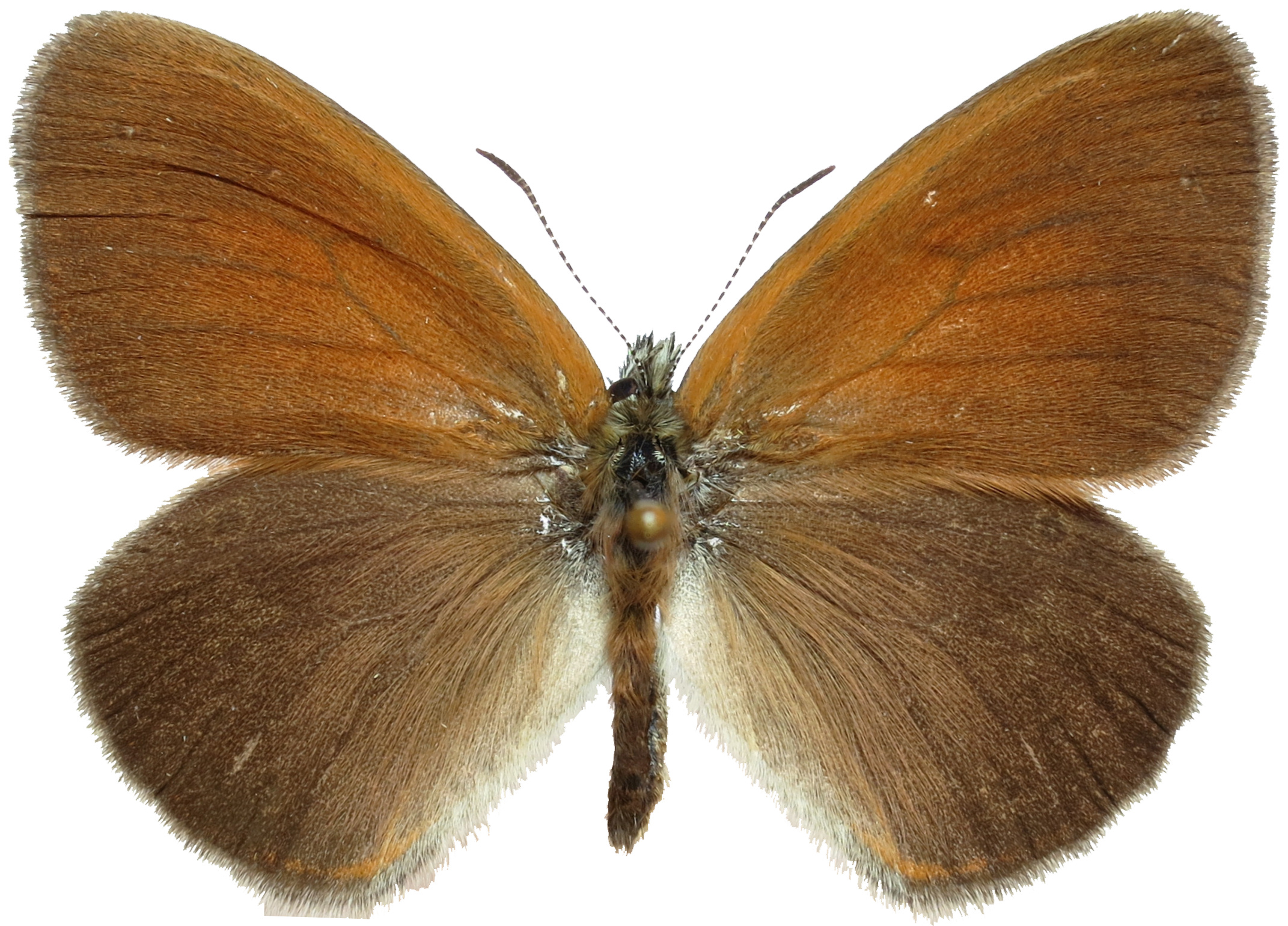
Vypreparovaný samec

Rozpětí křídel okáče třeslicového se pohybuje v rozmezí 32–36 mm. Charakteristickým znakem pro tento druh je nerovnoměrný spodní okraj zadního křídla a řada přibližně stejně velkých skvrn.

## Výskyt
Výskyt okáče třeslicového zahrnuje Evropu od Pyrenejí až po Rusko a jih Finska, chybí ve Středomoří s výjimkou vysokých Apenin. Jeho výskyt zasahuje až po Mongolsko. Obývá křovinaté stráně, vlhké louky, lesostepi a rumiště. V Česku je to běžný druh vyskytující se až do nadmořské výšky 1300 m n. m.

## Chování a vývoj
Housenky okáče třeslicového se živí na různých druzích trav včetně rodů sveřep, poháňka, třeslice nebo strdivka. Dospělci jsou jednogenerační motýli, létají od června do července, na jižní Moravě létají ve dvou generacích od května až do září.

## Poddruhy
Okáč třeslicový má 7 poddruhů:
- Coenonympha glycerion ssp. alta
- Coenonympha glycerion ssp. beljaevi
- Coenonympha glycerion ssp. glycerion
- Coenonympha glycerion ssp. iphicles
- Coenonympha glycerion ssp. iphina
- Coenonympha glycerion ssp. korshunovi
- Coenonympha glycerion ssp. wutaica